# Liste des conseillers départementaux de la Haute-Marne
Pour un article plus général, voir Conseil départemental de la Haute-Marne.

## Composition du conseil départemental de laHaute-Marne(34 sièges)
| Parti                              | Sigle | Élus |
| ---------------------------------- | ----- | ---- |
| Opposition                         |       |      |
| Front national                     | FN    | 4    |
| Parti socialiste                   | PS    | 2    |
| Majorité                           |       |      |
| Les Républicains                   | LR    | 12   |
| Divers droite                      | DVD   | 16   |
| Président du Conseil départemental |       |      |
| Nicolas Lacroix (LR)               |       |      |

## Liste des conseillers départementaux de laHaute-Marne
| Canton                         | Circ | Conseillers départementaux                  | Parti | Série |
| ------------------------------ | ---- | ------------------------------------------- | ----- | ----- |
| Arrondissement de Chaumont     |      |                                             |       |       |
| canton de Bologne              | 2    | Brigitte Fischer-Patriat et Nicolas Lacroix | LR    | 2015  |
| canton de Châteauvillain       | 1    | Marie-Claude Lavocat et Stéphane Martinelli | DVD   | 2015  |
| canton de Chaumont-1           | 1    | Karine Colombo et Gérard Groslambert        | DVD   | 2015  |
| canton de Chaumont-2           | 1    | Céline Brasseur et Paul Fournié             | LR    | 2015  |
| canton de Chaumont-3           | 1    | Paul Flamérion et Catherine Pazdzior        | DVD   | 2015  |
| canton de Nogent               | 1    | Francis Arnoud et Anne-Marie Nedelec        | DVD   | 2015  |
| Arrondissement de Langres      |      |                                             |       |       |
| canton de Bourbonne-les-Bains  | 1    | André Noirot et Mireille Ravenel            | LR    | 2015  |
| canton de Chalindrey           | 1    | Bernard Gendrot et Véronique Michel         | DVD   | 2015  |
| canton de Langres              | 1    | Anne Cardinal et Nicolas Fuertes            | PS    | 2015  |
| canton de Villegusien-le-Lac   | 1    | Jean-Michel Rabiet et Yvette Rossigneux     | LR    | 2015  |
| Arrondissement de Saint-Dizier |      |                                             |       |       |
| canton d'Eurville-Bienville    | 2    | Nicolas Convolte et Nadine Marchand         | FN    | 2015  |
| canton de Joinville            | 2    | Astrid Huguenin et Bertrand Ollivier        | DVD   | 2015  |
| canton de Poissons             | 2    | Fabienne Schollhammer et Bruno Sido         | LR    | 2015  |
| canton de Saint-Dizier-1       | 2    | Luc Hispart et Laurence Leverrier           | FN    | 2015  |
| canton de Saint-Dizier-2       | 2    | Domithile Guinoiseau et Franck Raimbault    | LR    | 2015  |
| canton de Saint-Dizier-3       | 2    | Rachel Blanc et Mokhtar Kahlal              | DVD   | 2015  |
| canton de Wassy                | 2    | Laurent Gouverneur et Anne Leduc            | DVD   | 2015  |